# Ramona Roth
Ramona Roth (* 7. März 1977) ist eine ehemalige deutsche Skilangläuferin.

## Werdegang
Roth nahm von 1994 bis 2002 an Wettbewerben der Fédération Internationale de Ski teil. Nachdem sie bei den Juniorenweltmeisterschaften 1996 im italienischen Asiago mit der deutschen Langlaufstaffel Vizeweltmeisterin geworden war, belegte sie bei den nordischen Skiweltmeisterschaften 1997 in Trondheim den 18. Platz über 5 km klassisch. Ihr erstes Weltcuprennen lief sie im November 1997 in Beitostølen, welches sie auf dem 51. Rang über 5 km klassisch beendete. Im Dezember 1998 holte sie in Garmisch-Partenkirchen mit dem 12. Platz im Sprint ihre ersten Weltcuppunkte. Bei den nordischen Skiweltmeisterschaften 1999 in Ramsau errang sie den 36. Platz im 15-km-Verfolgungsrennen und den 25. Rang über 5 km klassisch. Mit der Staffel gewann sie Bronze. Im Februar 2001 erreichte sie in Asiago mit dem zehnten Platz im Sprint ihr bestes Ergebnis in einem Weltcupeinzelrennen. Bei den nordischen Skiweltmeisterschaften 2001 in Lahti kam sie auf den 46. Platz über 10 km klassisch. Sie beendete nach der Saison 2001/02 ihre Karriere.